# Trapelia rediviva
Trapelia rediviva är en lavart som beskrevs av Brusse. Trapelia rediviva ingår i släktet Trapelia och familjen Trapeliaceae.   Inga underarter finns listade i Catalogue of Life.